# 怪盗紳士ルパン
『怪盗紳士ルパン』（かいとうしんしルパン、Arsène Lupin, gentleman-cambrioleur）は、モーリス・ルブランのアルセーヌ・ルパンシリーズの一篇。第一短編集にして初の単行本である。1907年発表。タイトルの日本語訳は『怪盗紳士』『強盗紳士』とも。
この短編集の第1話「アルセーヌ・ルパンの逮捕｣にて、怪盗紳士アルセーヌ・ルパンが初登場することとなる。第1話で逮捕されたルパンが、第3話「アルセーヌ・ルパンの脱獄」で最初の脱獄をし、以下、ルパンの大活躍が記されていくこととなる｡
また、第5話「王妃の首飾り」（「女王の首飾り」とも）ではルパンの幼少時代が語られ、第6話「ハートの7」ではルパンの伝記作家たる「わたし」との出会い、第9話「遅かりしシャーロック・ホームズ」ではライバルのシャーロック・ホームズ（原語では「Herlock Sholmes」）との邂逅が描かれるなど、後のルパンシリーズのエッセンスが詰まっている｡
1932年にアシェット社の『Le Point d'interrogation（疑問符）』選集の1巻として出版されたものは、「アンベール夫人の金庫」と「黒真珠」が省かれ、代わりに「『ルパンの告白』の中の「うろつく死神」が収録されている。

## 収録作品
1905年から1907年にかけて、月刊雑誌「ジュ・セ・トゥ」（Je sais tout、「私は何でも知っている」）に掲載された。
- アルセーヌ・ルパンの逮捕（L'Arrestation d'Arsène Lupin）
- 獄中のアルセーヌ･ルパン（Arsène Lupin en prison）
- アルセーヌ・ルパンの脱獄（L'Évasion d'Arsène Lupin）
- 謎の旅行者（Le Mystérieux voyageur）
- 王妃の首飾り（Le Collier de la reine）
- ハートの7（Comment j'ai connu Aresène Lupin : Le Sept de cœur）
- アンベール夫人の金庫（Le Coffre-fort de Madame Imbert）
- 黒真珠（La Perle noire）
- 遅かりしシャーロック･ホームズ（Herlock Sholmes arrive trop tard）（雑誌初出時タイトル：Sherlock Holmes arrive trop tard）